# Bandtångsnäcka
Bandtångsnäcka (Rissoa lilacina) är en snäckart som beskrevs av Recluz 1843. Bandtångsnäcka ingår i släktet Rissoa och familjen Rissoidae. Arten är reproducerande i Sverige.

## Underarter
Arten delas in i följande underarter:
- R. l. lilacina
- R. l. rufilabrum